# مت تولماچ
متیو تولماک (متولد ۱۹۶۴)  تهیه‌کننده فیلم آمریکایی و رئیس سابق بخش تولید در سونی پیکچرز انترتینمنت است.

## زندگی
تولماک اولین بار پس از شنیدن داستان‌هایی از پدربزرگش، تهیه‌کننده و مدیر اجرایی فیلم، سم جاف، به سینما علاقه‌مند شد.  او اصالتاً یهودی است.
تولماک با پیج گلدبرگ، کارگردان، ازدواج کرده است.  آنها یک فرزند دارند.

## حرفه
پس از نقل مکان به لس‌آنجلس، او به همراه فرانک مارشال برای ساخت مستندی درباره لنس آرمسترانگ به کارگردانی الکس گیبنی استخدام شد.  در سال 2008، او به همراه داگ بلگراد (که از سال 2003 با او همکاری می‌کرد) به عنوان رئیس مشترک تولید در سونی پیکچرز انترتینمنت منصوب شد و در آنجا مدیریت مجموعه فیلم‌های مرد عنکبوتی را بر عهده گرفت.    در سال 2010، او سونی پیکچرز انترتینمنت را برای تولید قسمت بعدی مرد عنکبوتی ترک کرد.   بلگراد به عنوان رئیس انحصاری استودیو و هانا مینگلا به عنوان رئیس تولید منصوب شدند.  